# 1401 Lavonne
1401 Lavonne è un asteroide della fascia principale. Scoperto nel 1935, presenta un'orbita caratterizzata da un semiasse maggiore pari a 2,2264046 UA e da un'eccentricità di 0,1800621, inclinata di 7,28691° rispetto all'eclittica.
L'asteroide è stato dedicato alla nipotina di Maud W. Makemson, che ne calcolò l'orbita.